# Masters de París 2014
El BNP Paribas Masters 2014 es un torneo de tenis que pertenece a la ATP en la categoría de ATP World Tour Masters 1000. Se disputó del 27 de octubre al 2 de noviembre de 2014 en París, Francia sobre canchas duras.

## Puntos

### Distribución de puntos
| Etapa                        | Individuales | Dobles |
| ---------------------------- | ------------ | ------ |
| Campeón                      | 1000         | 1000   |
| Finalista                    | 600          | 600    |
| Semifinalista                | 360          | 360    |
| Cuartos de final             | 180          | 180    |
| Tercera ronda                | 90           | 90     |
| Segunda ronda                | 45           | 0      |
| Primera ronda                | 10           | -      |
| Clasificado                  | 25           | -      |
| Ronda final de clasificación | 14           | -      |

## Cabezas de serie
Los cabezas de serie estuvieron basados en el ranking del 20 de octubre de 2014:

### Individual Masculino
| Semb. | Rk. | Jugador               | Puntos Antes | Puntos a Defender | Puntos Ganados | Puntos Después | Actuación en el Torneo                          |
| ----- | --- | --------------------- | ------------ | ----------------- | -------------- | -------------- | ----------------------------------------------- |
| 1     | 1   | Novak Djokovic        | 11.510       | 1.000             | 1.000          | 11.510         | Campeón ante Milos Raonic [7]                   |
| 2     | 2   | Roger Federer         | 9.280        | 360               | 180            | 9.100          | Cuartos de final, perdió ante Milos Raonic [7]  |
| 3     | 4   | Stan Wawrinka         | 5.385        | 180               | 90             | 5.295          | Tercera Ronda, perdió ante Kevin Anderson [14]  |
| 4     | 6   | David Ferrer          | 4.465        | 600               | 180            | 4.045          | Cuartos de final, perdió ante Kei Nishikori [6] |
| 5     | 5   | Tomáš Berdych         | 4.485        | 180               | 360            | 4.665          | Semifinal, perdió ante Milos Raonic [7]         |
| 6     | 7   | Kei Nishikori         | 4.355        | 90                | 360            | 4.625          | Semifinal, perdió ante Novak Djokovic [1]       |
| 7     | 10  | Milos Raonic          | 3.930        | 90                | 600            | 4.440          | Final, perdió ante Novak Djokovic [1]           |
| 8     | 8   | Andy Murray           | 4.295        | 0                 | 180            | 4.475          | Cuartos de final ante Novak Djokovic [1]        |
| 9     | 11  | Grigor Dimitrov       | 3.645        | 90                | 90             | 3.645          | Tercera Ronda, perdió ante Andy Murray [8]      |
| 10    | 12  | Jo-Wilfried Tsonga    | 2.660        | 10                | 90             | 2.740          | Tercera Ronda, perdió ante Kei Nishikori [6]    |
| 11    | 15  | Roberto Bautista Agut | 2.065        | 0                 | 90             | 2.155          | Tercera Ronda, perdió ante Milos Raonic [7]     |
| 12    | 14  | Feliciano López       | 2.085        | 45                | 90             | 2.130          | Tercera Ronda, perdió ante Tomáš Berdych [5]    |
| 13    | 16  | John Isner            | 1.970        | 90                | 45             | 1.925          | Segunda Ronda, perdió ante Gael Monfils         |
| 14    | 18  | Kevin Anderson        | 1.945        | 45                | 180            | 2.080          | Cuartos de final, perdió ante Tomáš Berdych [5] |
| 15    | 19  | Gilles Simon          | 1.810        | 90                | 45             | 1.765          | Segunda Ronda, perdió ante Fernando Verdasco    |
| 16    | 20  | Fabio Fognini         | 1.790        | 10                | 45             | 1.825          | Segunda Ronda, perdió ante Lucas Pouille        |

### Dobles masculino
| Tenista   | Ranking | Preclasificada |
| [[]] [[]] |         | 1              |
| [[]] [[]] |         | 2              |
| [[]] [[]] |         | 3              |
| [[]] [[]] |         | 4              |
| [[]] [[]] |         | 5              |
| [[]] [[]] |         | 6              |
| [[]] [[]] |         | 7              |
| [[]] [[]] |         | 8              |

## Campeones

### Individual masculino
Novak Djokovic venció a  Milos Raonic por 6-2, 6-3.

### Dobles masculino
Bob Bryan /  Mike Bryan vencieron a  Marcin Matkowski /  Jurgen Melzer por 7-6, 5-7, [10-6].